# Concejo Municipal de Acosta
El Concejo Municipal de Acosta es el órgano deliberativo y máxima autoridad del cantón de Acosta, en Costa Rica. Está conformado por cinco regidores propietarios con voz y voto, y sus respectivos suplentes solo con voz salvo cuando sustituyan a un propietario de su mismo partido. A estos también asisten con voz pero sin voto el alcalde y los síndicos propietarios y suplentes de los cinco distritos del cantón. Al igual que el alcalde municipal sus miembros son electos popularmente cada 4 años.

## Historia
Mediante la Ley n.° 24 del 27 de octubre de 1910, se creó Acosta como cantón de la provincia de San José, designándose como cabecera la villa de Acosta (hoy el distrito de San Ignacio) y fijándose como distritos al distrito de Acosta, distrito de Guaitil, distrito de Palmichal, distrito de Cangrejal, y el distrito de El Pito (hoy el distrito de Sabanillas). No ostentó dentro de su jurisdicción el territorio sur del actual distrito de Sabanillas. Acosta procede del cantón de Aserrí, establecido este último mediante la Ley n.° 3 del 27 de noviembre de 1882.
El 16 de noviembre de 1910, se llevó a cabo la primera sesión del Concejo Municipal de Acosta, integrado por los regidores propietarios Vicente Fallas Hidalgo, como presidente, Juan Zeledón Castro, como vicepresidente, y Félix Mesén Morales, como fiscal. El secretario municipal fue Manuel Solís Solís y el jefe político Juan Zeledón Porras.

## Conformación del Concejo
| #                      | Bandera                | Partido                     | Nombre                          |
| Regidores propietarios | Regidores propietarios | Regidores propietarios      | Regidores propietarios          |
| ---------------------- | ---------------------- | --------------------------- | ------------------------------- |
| 1                      |                        | Partido Acción Ciudadana    | Roxana Azofeifa Ureña           |
| 2                      |                        | Partido Acción Ciudadana    | Eddy Calderón Jiménez           |
| 3                      |                        | Partido Acción Ciudadana    | Marielos Ortega Cascante        |
| 4                      |                        | Partido Acción Ciudadana    | Fernando Jiménez Hidalgo        |
| 5                      |                        | Partido Liberación Nacional | José Eduardo Mora Mora          |
| Regidores suplentes    |                        |                             |                                 |
| 6                      |                        | Partido Acción Ciudadana    | Andrey Antonio García Prado     |
| 7                      |                        | Partido Acción Ciudadana    | María del Rosario Fallas Durán  |
| 8                      |                        | Partido Acción Ciudadana    | Fabio Mauricio Arias Prado      |
| 9                      |                        | Partido Acción Ciudadana    | Rosibel Quesada Chinchilla      |
| 10                     |                        | Partido Liberación Nacional | María Auxiliadora Murcia Quirós |
| Síndicos propietarios  |                        |                             |                                 |
| 11                     |                        | Partido Acción Ciudadana    | Jenny Edith Calderón López      |
| 12                     |                        | Partido Acción Ciudadana    | Ebert Azofeifa Castro           |
| 13                     |                        | Partido Acción Ciudadana    | Juan Antonio Azofeifa Jiménez   |
| 14                     |                        | Partido Acción Ciudadana    | Yendri Vindas Fernández         |
| 15                     |                        | Partido Acción Ciudadana    | Jansi Alberto Fernández Aguilar |
| Síndicos suplentes     |                        |                             |                                 |
| 16                     |                        | Partido Acción Ciudadana    | Jaime Monge Chavarría           |
| 17                     |                        | Partido Acción Ciudadana    | Engracia Corrales Mora          |
| 18                     |                        | Partido Acción Ciudadana    | Jacqueline Azofeifa Quesada     |
| 19                     |                        | Partido Acción Ciudadana    | Miguel Ángel Díaz Gamboa        |
| 20                     |                        | Partido Acción Ciudadana    | Irnai Murcia Quirós             |

## Elecciones
Durante las Elecciones municipales de Costa Rica de 2020, siete partidos políticos participaron en el cantón de Acosta para obtener la Alcaldía y miembros del Concejo Municipal. Los resultados fueron los siguientes:

### Alcaldía
| Puesto | Bandera | Partido                       | Votos | %      |
| ------ | ------- | ----------------------------- | ----- | ------ |
| 1°     |         | Partido Acción Ciudadana      | 5 768 | 73,13% |
| 2°     |         | Partido Liberación Nacional   | 1 893 | 24,00% |
| 3°     |         | Partido Nueva República       | 153   | 1,94%  |
| 4°     |         | Partido Restauración Nacional | 73    | 0,93%  |

El alcalde electo fue Norman Eduardo Hidalgo Gamboa, y los vicealcaldes electos fueron Maritza Calderón Badilla y Allen Calderón Mora, del Partido Acción Ciudadana.

### Regidores
| Puesto | Bandera | Partido                              | Votos | %      |
| ------ | ------- | ------------------------------------ | ----- | ------ |
| 1°     |         | Partido Acción Ciudadana             | 5 109 | 65,21% |
| 2°     |         | Partido Liberación Nacional          | 1 760 | 22,46% |
| 3°     |         | Partido Unidad Social Cristiana      | 442   | 5,64%  |
| 4°     |         | Partido Frente Amplio                | 222   | 2,83%  |
| 5°     |         | Partido Nueva República              | 128   | 1,63%  |
| 6°     |         | Partido Republicano Social Cristiano | 98    | 1,25%  |
| 7°     |         | Partido Restauración Nacional        | 84    | 1,07%  |